# Brendon Daniels
Pour les articles homonymes, voir Daniels.
Brendon Daniels, né en 1974 au Cap (Afrique du Sud), est un acteur sud-africain.
Il est surtout connu pour ses rôles dans les séries télévisées sud-africaines Vallei van Sluiers et Die Francois Toerien, et dans les productions internationales Trackers (2020) et White Lies (2024), ainsi que dans des films tels que Four Corners (2013), Zulu et I Now Pronounce You Black and White. Il s'est également produit sur scène à de nombreuses reprises.

## Biographie
Brendon Daniels a joué dans plusieurs séries télévisées sud-africaines, telles que Interrogation Room, Madam & Eve, Stellenbosch, Shooting Stars, Transito, Geraldina die Tweede, The Philanthropist et League of Glory,.
En 2013, il est invité à jouer dans la série d'anthologie policière de kykNET Die Boland Moorde, où il joue le rôle principal de l'adjudant Shane Williams. La même année, il joue dans le blockbuster Four Corners, dans lequel il incarne Farakhan. Le film a reçu des critiques élogieuses et a ensuite remporté des prix dans plusieurs festivals de cinéma internationaux,.
Il tient le rôle de Shaheed Osmon dans un épisode de la série télévisée Trackers (2020), basée sur le roman de même nom de l'auteur de romans policiers sud-africain Deon Meyer.
En 2024, il joue le rôle principal du détective Forty Bell dans la série policière White Lies, aux côtés de l'actrice britannique Natalie Dormer.

### Scène
Daniels a joué dans de nombreuses pièces de théâtre, telles que Die Generaal, Rooiland, Babbel et Lot. En 2012, il remporte le prix du meilleur acteur pour son rôle dans Rooiland aux KKNK et kykNET Fiesta Awards.
Il a également joué dans les pièces Kho Khoi to Toi Toi, Ladies Night, Bacchus of die Boland, The Joseph and Mary Affair, Om Soos'n Lyk te Le, Anthony and Cleopatra, Snuf in die Neus et Skollies.

## Filmographie
| Année | Titre                                      | Rôle                      | Catégorie       | Réf. |
| ----- | ------------------------------------------ | ------------------------- | --------------- | ---- |
| 2005  | Dollar$ + White Pipes                      | Arab                      | film            |      |
| 2008  | End of the Road                            | Lionel                    | téléfilm        |      |
| 2010  | I Now Pronounce You Black and White        | Pastor Krotz              | film            |      |
| 2010  | Vallei van Sluiers                         | JP (Jean-Pierre) Willemse | série télévisée |      |
| 2011  | Vallei van Sluiers II                      | JP (Jean-Pierre) Willemse | série télévisée |      |
| 2011  | Die Boland Moorde                          | Shane Williams            | série télévisée |      |
| 2013  | Zulu                                       | Thug - Beach 1            | film            |      |
| 2013  | Lenteblom                                  | Marbas                    | film            |      |
| 2013  | Beskermhere                                | Marbas                    | film            |      |
| 2013  | Avenged                                    | Stakes - Stevland Daniels | film            |      |
| 2013  | Four Corners                               | Farakhan                  | film            |      |
| 2015  | Uitvlucht                                  | Denvor                    | film            |      |
| 2016  | Tess                                       | Merrick                   | film            |      |
| 2016  | Cape Town                                  | Gustav Zidane             | série télévisée |      |
| 2017  | Die Rebellie van Lafras Verwey             | George                    | film            |      |
| 2017  | Sara se Geheim                             | Ricky Baatjies            | série télévisée |      |
| 2017  | Krotoa                                     | Autshumato                | film            |      |
| 2017  | Versnel                                    | Ronaldo Prins             | film            |      |
| 2017  | Cinq Doigts pour Marseille                 | Slim Sixteen              | film            |      |
| 2017  | The Forgiven                               | Mosi Xhasa                | film            |      |
| 2018  | Onder die Suiderkruis                      | Jazz Normington           | série télévisée |      |
| 2018  | Thys & Trix                                | Capt. Solomons            | film            |      |
| 2018  | Cowboy Dan                                 | Dan                       | film            |      |
| 2018  | Arendsvlei                                 | Constable Krige           | série télévisée |      |
| 2019  | Flatland - Trois Horizons                  | Billy                     | film            |      |
| 2019  | Die Spreeus                                | Ben Saloor                | série télévisée |      |
| 2020  | Sons of the Sea                            | Peterson                  | film            |      |
| 2020  | Riding with Sugar                          | Green Eyes                | film            |      |
| 2020  | Open Mike Knight                           | Joe                       | court métrage   |      |
| 2020  | Trackers                                   |                           | série télévisée |      |
| 2021  | Je suis toutes les filles (I Am All Girls) | Samuel Arendse            | film            |      |
| 2024  | White Lies                                 |                           | série télévisée |      |